# Patro
Vous pouvez aider à l'améliorer ou bien discuter des problèmes sur sa page de discussion.
- Il ne cite pas suffisamment ses sources. Vous pouvez indiquer les passages à sourcer avec {{référence nécessaire}} ou {{Référence souhaitée}}, et inclure les références utiles en les liant aux notes de bas de page. (Marqué depuis avril 2020)
- Son ton est trop promotionnel ou publicitaire, voire hagiographique. Le texte doit adopter un ton neutre et encyclopédique. (Marqué depuis avril 2020)

- Archive Wikiwix
- Bing
- Cairn
- DuckDuckGo
- E. Universalis
- Gallica
- Google
- G. Books
- G. News
- G. Scholar
- Persée
- Qwant
- (zh) Baidu
- (ru) Yandex
- (wd) trouver des œuvres sur Wikidata

Le Patro est un mouvement de jeunesse d'inspiration catholique qui existe en France, en Belgique et au Canada.

## Histoire
En mai 1799 apparaît le premier patronage à Marseille. Les enfants pauvres sont patronnés par les enfants riches, c'est pourquoi cette œuvre s'appelle patronage.
Pendant 37 ans, Jean-Joseph Allemand, prêtre, est le moteur infatigable du mouvement. L'Œuvre de la Jeunesse qu'il a fondée fonctionne toujours à Marseille.  En 1850 le patronage saint-Jacques à Gand est le premier patronage en Belgique. En 1897 on dénombre en Belgique, cinq cent treize patronages de garçons et trois cent quarante quatre patronages de filles. Certains comptent jusqu'à quatre cents membres actifs. À la fin du XIXe siècle, les patros entrent dans l'organisation des paroisses comme une institution indispensable et un complément nécessaire de l'école et du catéchisme.
Après la Première Guerre mondiale, les patros prennent un nouvel essor en Belgique. L'abbé Maucquoy découvre l'œuvre de l'abbé Allemand. Il en étudie la méthode et l'applique dans son patro. Il publie le premier manuel du Patro : une œuvre d'éducation populaire. Le projet d'organisation d'une Fédération nationale des patronages d'expression française est adopté à l'unanimité. En 1924 est constituée officiellement la Fédération nationale des patronages (FNP) de Belgique dont les statuts paraissent dans le Moniteur belge le 23 avril 1926. Raoul Delgrange devient le premier président de cette Fédération en 1927.
Dans les années 1930, le patronage devient le Patro, l'idée de patronage des pauvres par les riches ayant petit à petit disparu. En 1934, l'abbé J.Batstgen publie le chant Dans nos patros. Entre 1940 et 1945, la Seconde Guerre mondiale oblige les patros à se replier sur eux-mêmes. De nombreux aumôniers et anciens entrent dans la résistance. Les activités reprennent en force en 1945. Le siège social de l'association sans but lucratif (ASBL) qui était à Bruxelles puis à Louvain, est transféré, en 1947, au n° 2 rue de l'hôpital à Gilly.
La Fédération nationale des patros féminins (FNPF) est créée en 1951. À partir de 1965, la méthode pédagogique du Patro demeure mais elle s'applique à des tranches d'âge de plus en plus précises : les benjamins et benjamines (de 6 à 9 ans), les chevaliers et étincelles (de 9 à 12 ans), les conquérants et les alpines (de 12 à 15 ans), les grands et les grandes (+ de 15 ans). Le 30 avril 1967, le relais-patro à Natoye est inauguré par le roi Baudouin et la reine Fabiola en présence de trente mille patronné(e)s enthousiastes.
Le 25 août 1976 paraissent au Moniteur belge les statuts des deux ASBL : FNP et FNPF. L'association créée en 1926 continue d'exister. En 1980, les deux fédérations (FNP et FNPF) sont reconnues comme organisations de jeunesse dans le cadre du décret de la communauté française de Belgique.
À partir de 1995, les enfants de 4 à 6 ans sont désormais accueillis au patro et les jeunes se répartissent en plusieurs groupes (6 à 9 ans, 9 à 12 ans, 12 à 14 ans, 14 à 16 ans et plus de 16 ans). Chaque tranche d'âge se voit attribuer un axe pédagogique à développer plus particulièrement. En 2005 la FNP doit vendre le relais patro de Natoye. Cette décision est prise car ces bâtiments nécessitent trop de frais d'entretien. De plus, de gros travaux de réparation sont à réaliser.
En septembre 2007, a lieu le lancement de l'action sur 3 ans, Fier en jaune et vert, marquant la volonté de rendre le Patro plus fort et mieux reconnu. Le 14 septembre, est inauguré le centre fédéral des patros qui sort d’une phase de rénovation. Au cours de l’année, les canaux de communications connaissent des avancées considérables. La revue Le Patro à destination de tous les cadres prend des couleurs en passant à la quadrichromie. Le Bouche à oreille succède à la revue Communications et se veut plus complet pour les cadres régionaux. Enfin, le Latitude, revue à destination des adolescents, laisse place au Patro Grand Journal à la présentation mieux adaptée.
Le 16 mai 2009, les assemblées générales des trois ASBL qui constituent le patro (FNP, FNP, FNP26) se prononcent favorablement à l'entrée dans un processus de leur fusion et approuvent la nouvelle charte du Patro. Le 1er septembre, les dispositions prévues dans la charte prennent effet et le niveau fédéral du patro connaît une restructuration de ses instances et de la gestion du centre fédéral.
Le 8 mai 2010, les fédérations organisent un rassemblement fédéral des patros. Sept mille deux cents patronnés prennent possession du domaine de Chevetogne qui, le temps d’une journée, a l'apparence du royaume imaginaire de Zigoma, où le rire, mêlé au projet pédagogique, guide les patronnés à travers leurs nombreuses aventures. Ce rassemblement est le résultat de deux années de préparation, de l'investissement de deux cents bénévoles et, bien entendu, de la présence de milliers de patronnés, fiers en jaune et vert. Le 24 juin, l'assemblée générale de la FNPF pose le dernier acte relatif à la fusion des fédérations. En liquidant leur ASBL, les représentants de la FNPF clôturent le processus de fusion et s’unissent à la Fédération nationale des patros.  
En 2011, le Patro s'est fixé  deux priorités: Affirme le Patro et Renforce le Patro ainsi qu'une perspective: Modernisons notre objectif.  
En 2013, un congrès est organisé afin de réfléchir à une modernisation de l'objectif Patro. Plus de quatre cents animateurs se sont réunis à Massembre afin de définir les futures orientations du mouvement. Lors du Happy Day, le 23 novembre, plus de 97 % du mouvement (animateurs, équipiers régionaux, commissionnaires, etc.) votent en faveur de la proposition de nouvel objectif. 
À la suite de la modernisation, sept nouveaux axes arrivent dans le projet éducatif. Un groupe de travail est mis en place pour travailler sur le sens au Patro, une note est proposée et votée par l'assemblée pédagogique en novembre 2014. 
Un travail sur les signes d'appartenance est proposé en 2015, l'assemblée pédagogique décide de prévoir un rassemblement fédéral en 2017, un travail sur la modification de la charte est entamé. Une note sur l'action de Jésus est proposée par la commission ACRS et votée par l’assemblée pédagogique.
En 2016, le rôle d'aumônier est remplacé par « l'accompagnateur de sens ». La commission ACRS devient la commission de sens. 
Une mise à jour des rites au Patro est votée en assemblée pédagogique en 2017. Il y en aura 5 : l'accueil, la fête, le passage, le rassemblement et l'engagement. Le 29 avril de cette même année, un grand rassemblement fédéral est organisé dans le parc d'Enghien. Huit mille cinq cent patronnés dont trois-cent-cinquante bénévoles se réunissent dans le monde d'Atouria.

## Formation des animateurs
Pour pouvoir animer au mieux les enfants dans les meilleures conditions possibles (de sécurité entre autres), les animateurs suivent une formation s'étalant au minimum sur deux années. La formation se fait en six temps (deux formations régionales, deux formations fédérales et deux stages pratiques). Il existe également des formations pour les présidents, les accompagnateurs de stages pratiques, les formateurs, des formations à thèmes, parce qu'au Patro, quand on accède à une fonction, on se forme à cette fonction. 
La formation permet l'obtention du brevet d'animateur de centre de vacances reconnu par la communauté française.

## En Belgique

Ancien logo Patro.

Le Patro, reconnu par le Ministère de la communauté française, regroupe vingt deux mille membres âgés de 4 à 35 ans à travers la Belgique francophone. Son aile néerlandophone est le Chiro qui compte près de cent mille affiliés. Ces enfants et ces jeunes se rassemblent tous les week-ends pour des activités adaptées à leur âge. Ils sont entourés par des animateurs bénévoles qui leur proposent des animations. Les membres sont appelés les patronnés. Son objectif guide les actions du patro et de ses jeunes[style à revoir].
« Convaincu que la diversité est une richesse, le patro est un mouvement de jeunesse ouvert à tous et attentif aux plus fragiles.  Porté par les jeunes, le patro vise l'épanouissement et le plaisir en proposant des animations de qualité adaptées aux réalités de ses groupes.  Guidé par son projet éducatif et en référence à l'action de Jésus, le Patro contribue à la construction personnelle et collective des enfants et des jeunes au sein de la société ». Le Patro se vit à trois niveaux différents : local, régional, fédéral. Les associations régionales portent le nom de régionales et les associations locales, celui de patros. Par des activités ludiques, les animateurs inculquent aux enfants et aux jeunes des valeurs comme le respect, la vie de groupe, la solidarité, la créativité, la prise de responsabilités visant à aider les jeunes à devenir des citoyens responsables, actifs, critiques et solidaires (CRACS).
Les patros de Wallonie et de Bruxelles sont réunis au sein de la Fédération nationale des patros. Cette fédération est chargée d'assurer une cohérence entre les patros, les soutenir, défendre leurs intérêts, promouvoir le Patro, offrir des services aux membres et veiller au respect du projet pédagogique, des valeurs patro, de la démocratie à tous les niveaux du mouvement. Concrètement, cela se traduit par :
- un soutien humain et logistique ;
- des outils et des services ;
- des formations ;
- un site web et des revues ;
- un magasin ;
- une représentation du Patro à l’extérieur et envers le système politique.

Le signe de reconnaissance des membres est le foulard jaune et vert que l'on porte autour du cou lors de chaque activité. Une chemise verte est souvent portée avec plus ou moins de régularité en fonction des patros.

## Au Canada
Au Québec, la tradition du patronage s'est transmise au XIXe siècle par le biais de la relation entre les religieux de Saint Vincent de Paul de France et du Québec. Le premier patro apparaît à Québec en 1861; le Patro Saint-Vincent-de-Paul de Québec, où a été érigé quelques années plus tard l'église Saint-Vincent-de-Paul de la Côte d'Abraham (délaissée en 1987 et démolie en 2010). Sont ensuite fondés le Patro de Saint-Hyacinthe en 1905, le Patro de Lévis en 1907, le Patro Le Prevost en 1909 ainsi que le Patro Laval du quartier Saint-Sauveur de Québec en 1910. Plus tard, un à Jonquière, deux à Québec (Roc-Amadour et Charlesbourg) et un à Ottawa ouvrent leurs portes. Seuls ceux de Saint-Hyacinthe et de Saint-Vincent-de-Paul n'ont pas survécu.
Durant les années 1970, les patros québécois s'ouvrent à la laïcisation du loisir, se donnant en ce sens comme mission de favoriser le développement intégral de la personne et la prise en charge du citoyen dans sa communauté à l'aide du loisir, de l'action communautaire et de l'éducation populaire.

## En France
Le patronage paroissial désigne certaines œuvres catholiques et protestantes attachées dans un premier temps à l'éducation populaire des jeunes gens des classes laborieuses.